# Emerald Fennell
Emerald Lily Fennell (Londen, 1 oktober 1985) is een Britse actrice, regisseur en scenarioschrijfster. 
Als actrice speelde ze onder meer in de televisieseries Call the Midwife en The Crown. Als showrunner en schrijfster voor het tweede seizoen van Killing Eve werd ze in 2019 genomineerd voor twee Emmy Awards. Haar regiedebuut Promising Young Woman werd voor de Golden Globes in 2021 genomineerd in verschillende categorieën, waaronder regie en script. In 2023 bracht ze Saltburn uit, haar tweede langspeelfilm met in de hoofdrollen Barry Keoghan en Jacob Elordi.
Fennell is dochter van schrijver Louise Fennell en ontwerper Theo Fennell. Zus Coco Fennell is modeontwerper.